# Bouquet pour le 14 juillet 1919
Bouquet pour le 14 juillet 1919 em Português Ramo de Flores para o 14 de Julho de 1919 é uma pintura de grandes dimensões (116 por 89 centímetros) do artista francês Henri Matisse, datado de 1919.
O quadro foi propriedade da galeria Bernheim-Jeune, que promoveu em Paris os pintores impressionistas em início de carreira.
Foi adquirida em 1982 por um colecionador privado por um preço recorde, na época, de 7,6 milhões de francos (cerca de 900 mil euros).
Foi vendida novamente em leilão pela Sotheby's em 5 de Maio de 2010 em Nova Iorque por 28,642,500 USD.
A pintura representa um ramo de flores numa jarra azul e branca, exprimindo a alegria e o optimismo recuperado com o fim da I Guerra Mundial.